# 토마시 치반차라
토마시 치반차라(체코어: Tomáš Čvančara, 2000년 8월 13일 ~ )는 체코의 축구 선수이다. 그의 포지션은 공격수로, 현재 튀르키예 쉬페르리그의 안탈리아스포르에서 활약하고 있다.

## 클럽 경력

### 야블로네츠
2018-19 시즌 후반기에 치반차라는 야블로네츠에서 세리에 A의 엠폴리 유소년 팀으로 임대되었다.
치반차라는 2019-20 시즌에 체코 2부 리그의 슬라보이 비셰흐라트에서 임대 생활을 하였고, 21번의 리그 경기에 출전하여 13골을 기록했다.
2021년 오파바로 두 번째 임대 이적 후, 그는 야블로네츠 1군에 합류했다.

### 스파르타 프라하
2021년 12월 20일, 치반차라는 체코의 거함 스파르타 프라하와 다년 계약을 맺고 이적했다. 그는 이후 2022-23 시즌에 24경기에 출전해 12골을 기록하며 팀의 우승을 도왔다.

### 보루시아 묀헨글라트바흐
2023년 7월 14일, 치반차라는 독일의 보루시아 묀헨글라트바흐와 5년 계약을 맺고 이적했다. 2023년 8월 11일, 그는 TuS 베르젠브뤼크와의 DFB-포칼 2023-24 1라운드 경기에서 보루시아 묀헨글라트바흐 소속으로 데뷔전을 치렀고, 멀티골을 기록했다. 2023년 8월 19일, 그는 4-4로 비긴 FC 아우크스부르크와의 경기에서 분데스리가 데뷔전을 치렀고, 또 다시 멀티골을 기록했다.

## 국가대표팀 경력
2023년 3월 24일, 치반차라는 3-1로 이긴 폴란드와의 UEFA 유로 2024 예선 경기에서 체코 축구 국가대표팀 데뷔전을 치렀고, 데뷔골을 기록했다.

## 수상 내역
스파르타 프라하
- 1. 체스카 포트발로바 리가: 2022–23[7]